# Stiftskirche Maria in der Not

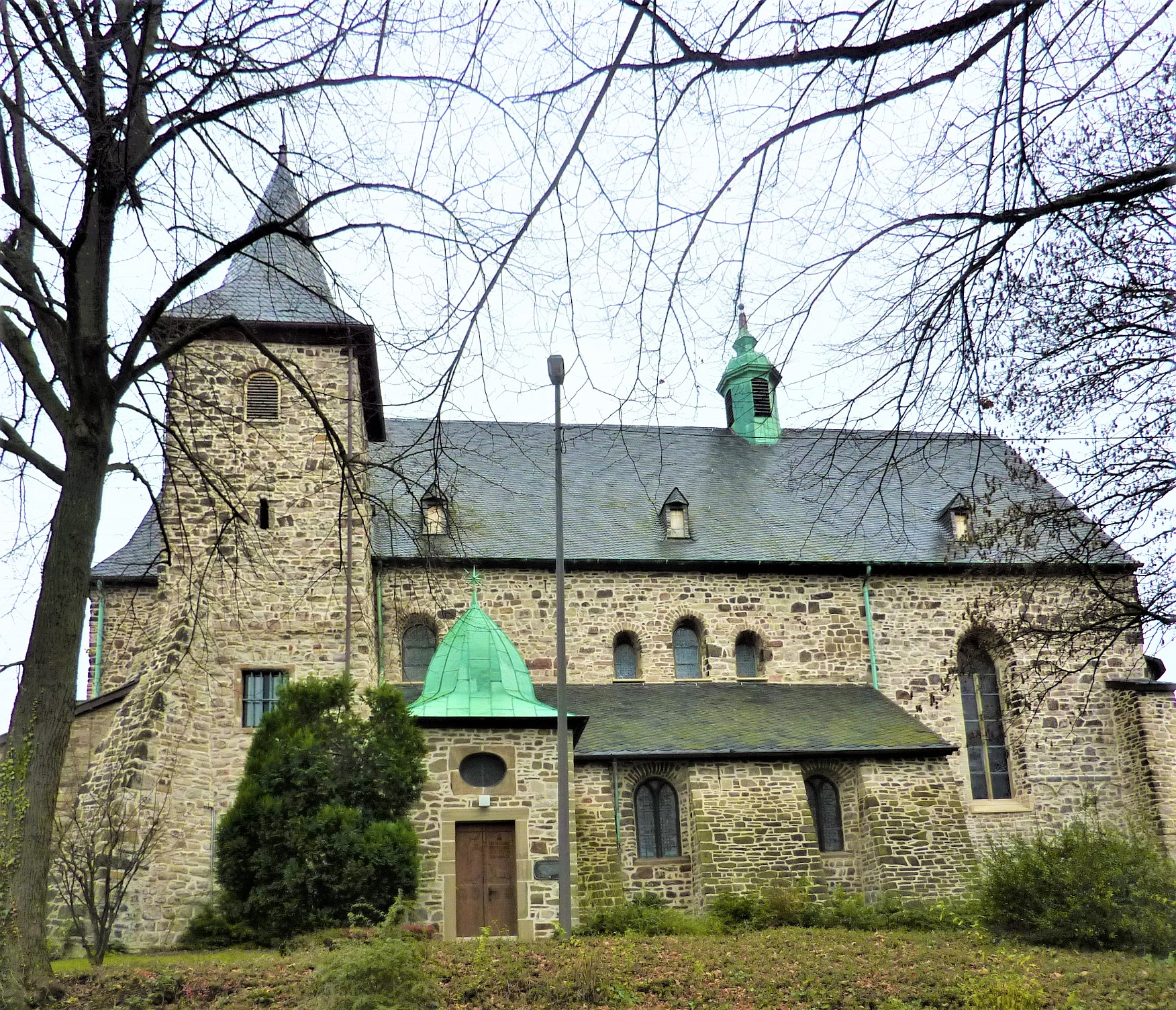
Die Stiftskirche 2013

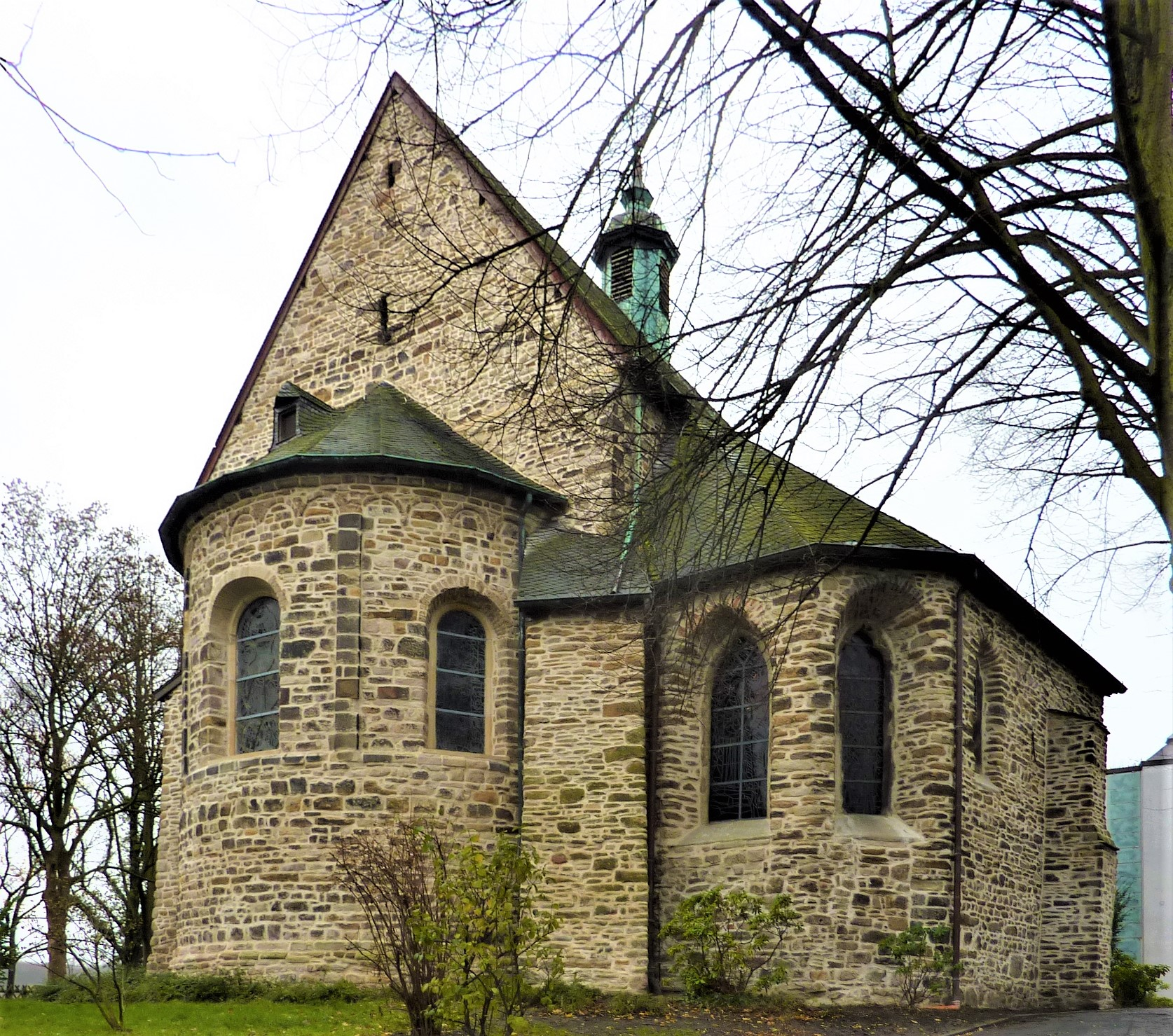
Chorapsis 2013

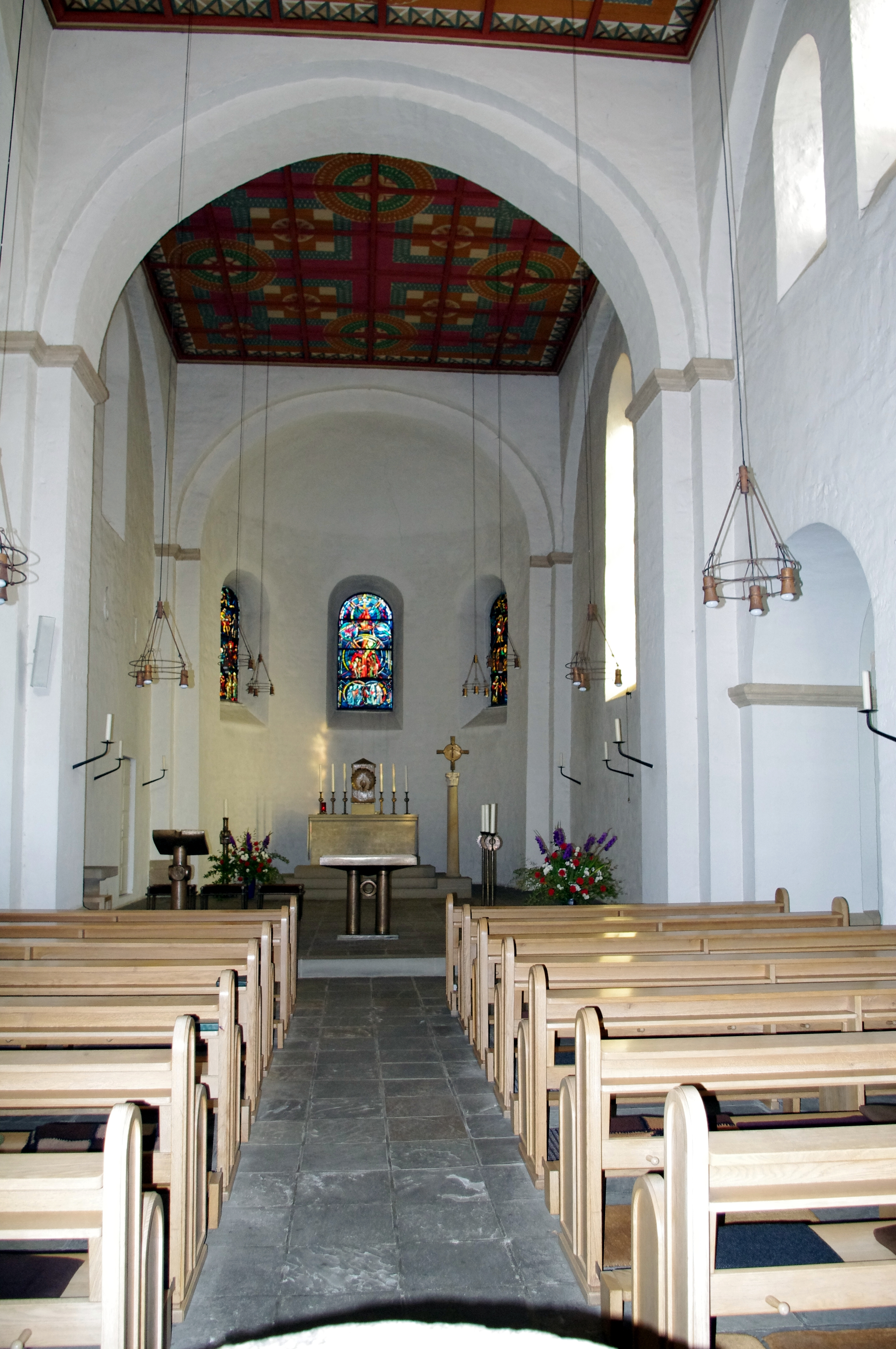
Innenraum in Richtung Chorapsis 2010

Die Stiftskirche Maria in der Not ist eine 1074 geweihte Kirche und ein Kloster auf dem Kapitelberg im Essener Stadtteil Stoppenberg.

## Geschichte
Die Stiftskirche wurde von der Äbtissin Swanhild gegründet und als Nikolauskapelle im Jahre 1074 von Erzbischof Anno II. geweiht. Die Kirche diente zunächst einem Konvent von Prämonstratensern und Prämonstratenserinnen, welches im 12. Jahrhundert auf dem Stiftsberg gegründet wurde. Im 13. Jahrhundert bestand nur noch ein Nonnenkloster, aus dem im 15. Jahrhundert ein freiweltliches Frauenstift hervorging. Die Anzahl der Stiftsdamen war auf zwanzig beschränkt, denn das war die Zahl der Pfründen, der jeder Stiftsdame aus dem grundherrschaftlichen Besitz des Stiftes zustehenden Eigentumsanteile. Im Jahre 1803, zur Zeit der Säkularisation, wurde das Stift aufgehoben. Einige der Stiftsdamen aber blieben, da sie am Berg eigene Häuser besaßen. Die Stiftskirche bestand dann als Pfarrkirche bis 1907, als aufgrund der stark gewachsenen Einwohnerzahl Stoppenbergs am Fuße des Stiftsberges die Nikolauskirche als neue Pfarrkirche errichtet wurde. 1965 wurde an der Stiftskirche ein Nonnenkloster des Ordens der unbeschuhten Karmelitinnen von „Maria in der Not“ gegründet. Ein Klostergarten und eine Hostienbäckerei werden von den Schwestern betrieben. Mit rund 17.000 Hostien täglich werden mehrere Pfarreien beliefert.

## Gebäude
Das Kirchengebäude selbst, das etwa Mitte des 12. Jahrhunderts vollendet war, ist eine dreischiffige, zweijochige Pfeilerbasilika aus Ruhrbruchsandstein in romanischem Stil mit östlichem Abschluss aus einem quadratischen Chorraum mit Halbkreisapsis. Die Kirche gehört zu den frühesten Gewölbebasiliken des Rheinlandes, die Gewölbekappen wurden nach der Kriegszerstörung 1945 nicht wieder aufgebaut.
Ein westliches Turmpaar, von dem nur der Südturm in voller Höhe erhalten ist, fasste die anfangs nur ein Halbjoch breite Westempore ein. Nachdem das Doppelkloster allein zum Prämonstratenserinnenkloster geworden war, wurde zur Aufnahme des größeren Konvents eine Erweiterung der Empore notwendig, bei der man den Kirchenraum nach Westen erweiterte. Aus dem 17. Jahrhundert stammen die veränderte Dachform mit Dachreiter sowie der Windfanganbau vor dem südlichen Eingang. Auf dem Hügel herrschten schwierige Bodenverhältnisse, die ebenfalls im 17. Jahrhundert gemauerte, abstützende Strebepfeiler nötig machten. Auch für den nachträglichen Einbau eines Steingewölbes waren die Bodenverhältnisse verantwortlich. Ein westlich der Kirche stehendes Kapitelhaus, in dem die meisten der Novizinnen und Stiftsdamen wohnten, wurde 1826 zum Abriss verkauft. Im Zweiten Weltkrieg wurde die Stiftskirche schwer beschädigt und nach 1945 wiederaufgebaut. Durch bergbauliche Auswirkungen in den Jahren 1900 bis 1985 hat sich das gesamte Gelände etwa zwölf Meter gesenkt. Die schwersten Bergschäden traten auf, bevor man 1977 bergbauliche Sicherungsmaßnahmen einbaute, welche aus einem umlaufenden Stahlbetonringanker oberhalb der Außenwand und einer 1978 installierten, umschließenden Ringverankerung mit Queraussteifung in Höhe der Fundamente besteht.
Die Kirche enthält ein romanisches Taufbecken aus dem 12. Jahrhundert aus Blaustein, dessen Einzelformen auf einen Import aus dem Maasland schließen lassen.
Eine historische Bronzeglocke mit Schlagton e2, einem Gewicht von 230 kg, Höhe 58 cm und Durchmesser 70,3 cm trägt den Beginn des Ave Maria (Mariengruß) als Inschrift in gotischer Minuskel. Die Epigraphikerin Sonja Hermann bezeichnet die Ausführung der Inschrift als „etwas plump“ und stuft sie daher als frühe Glockeninschrift in dieser Schriftart ein, was zu einer Datierung Ende des 14. bis Mitte des 15. Jahrhunderts führt.

## Freiherr von der Wenge
Die Stiftskirche ist auch die Grabstätte des Münsteraner Domherren Franz Ferdinand Freiherr von der Wenge, dem Gründer der 1758 entstandenen St.-Antony-Hütte bei Oberhausen-Osterfeld, mit welcher die Eisen- und Stahlindustrie im Ruhrgebiet ihren Anfang nahm.